# Sabato Vip
Sabato Vip è stato un programma televisivo italiano di gossip, andato in onda su Rete 4 dagli anni 90 agli anni 2000, condotto da Emanuela Folliero.